# Koncert za violu i orkestar u D-duru (Hoffmeister)
Koncert za violu i orkestar u D-duru je solistički koncert Franza Antona Hoffmeistera iz razdoblja klaiscizma. S obzirom na to da prikazuje tipične karakteristike klasicizma, koncert je redovno u repertoaru i na audicijama violista.

## Kontekst
Franz Anton Hoffmeister bio je njemački skladatelj iz razdoblja klasicizma i glazbeni izdavač. Danas je Hoffmeister poznat prvenstveno po izdavačkim aktivnostima. Osnovao je dvije izdavačke kuće, prvu 1885. u Beču i drugu 1800. godine u Leipzigu. Osim svojih djela, izdao je djela mnogih tada značajnih skladatelja, među kojima su Haydn, Mozart i Beethoven.
Hoffmeister je napisao najmanje osam opera, preko 50 simfonija, brojne koncerte, veliki broj komornih djela za gudače i nekoliko zbirki pjesama.
Do kraja 17. stoljeća viola je smatrana pratećim glazbalom i rijetko se koristila kao solističko glazbalo. Telemannov Koncert za violu u G-duru, TWV 51:G9, napisan između 1716. i 1721. godine, smatra se prvim koncertom za violu. Zahvaljujući pojavi više djela za violu u 18. stoljeću, mnogi su skladatelji potaknuti za pisanje glazbe i za druga "sporedna" glazbala.

## Nastanak
Malo se zna o nastanku ovog koncerta. Vjeruje se da je napisan u 1780-im ili ranim 1790-im godinama. Rukopis je u katalogu Johanna Traega u Beču ponuđen na prodaju 1799. godine. Dijelovi rukopisa čuvaju se u Saksonskoj državnoj biblioteci (Sächsische Landesbibliothek) u Dresdenu. Od 20. stoljeća koncert je nezaobilazan repertoar za violu te obvezatno djelo na mnogim audicijama i natjecanjima jer prikazuje tipične karakteristike klasicizma u strukturi, kontrastu raspoloženja, melodiji itd.
Po naslovu u rukopisu, solo dionice trebala bi izvoditi prva viola (viola principale, tj. principal, odnosno vođa grupe viola). Koncert se može svirati na dva načina, tako da je solist principal te svira i u tutti dionicama za vrijeme cijelog koncerta, kao što je bilo uobičajeno u 18. stoljeću kad je koncert napisan, ili da solist ne svira tutti dionice, kakva je uglavnom današnja praksa, kad je solist uz dirigenta ispred orkestra.

## O glazbi
Orkestracija: solo viola, 2 oboe, 2 horne, 2 trube, gudači.
Tonalitet: D-dur
Koncert je u strogoj formi klasicističkog koncerta.
1. Allegro
2. Adagio
3. Rondo

### 1.Allegro
Stavak ima 212 taktova, D-dur, takt 4/4
Napisan je u sonatnoj formi, čija se struktura može predstaviti shematski:
ritornel orkestra • solo ekspozicija • ritornel • razvoj • ritornel • repriza • ritornel (kodeta)
Ni Hoffmeister nije zapisao kadence, prema praksi iz tog doba kojom je skladatelj izvođaču davao slobodu improvizacije.

### 2.Adagio
Stavak ima 94 takta, d-mol, takt 4/4
Napisan je u proširenoj binarnoj formi, koja se shematski može predstaviti:
orkestarski uvod • solo tema A • interludij • B • A' • koda

### 3.Rondo
Stavak ima 164 takta, D-dur, takt 6/8
Stavak je u tipičnoj rondo-formi, ABACADA, gdje refren (A) uvodi solist.
Uobičajeno trajanje koncerta je oko 20 minuta.

## Vanjske poveznice
|  | Zajednički poslužitelj ima još gradiva o temi Franz Anton Hoffmeister |